# Stup
Stup (Servisch cyrillisch Ступ) is een plaats in de Servische gemeente Sjenica. De plaats telt 193 inwoners (2002).